# Maorigrasmücken

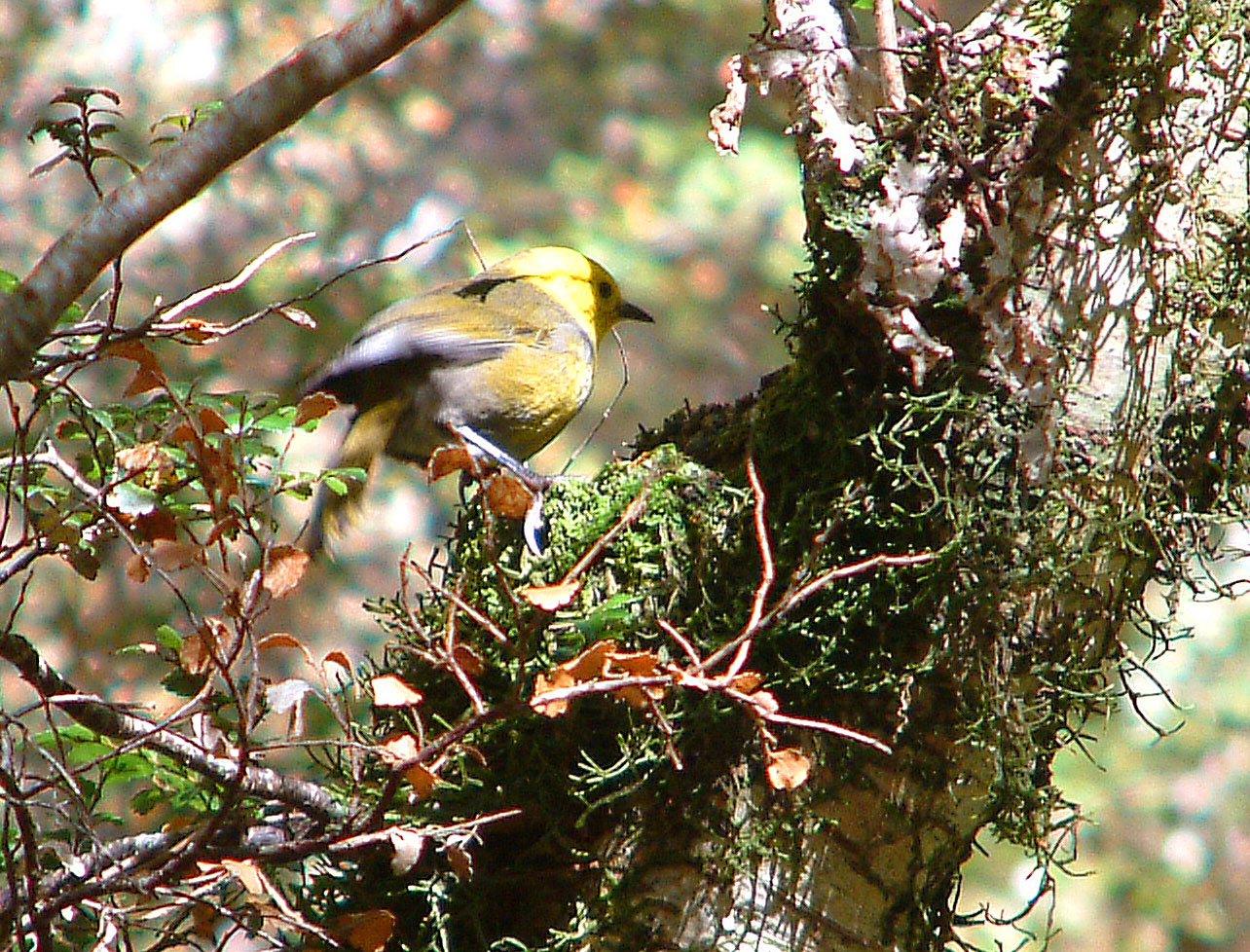
Gelbköpfchen (Mohoua ochrocephala)

Die Maorigrasmücken (Mohoua) sind eine Gattung der Singvögel. Seit 2013 wird die Gattung in die neue monotypische Familie Mohouidae gestellt. Zuvor war die Gattung den Pachycephalidae zugeordnet worden.
Die Gattung umfasst lediglich drei Arten, deren Verbreitungsgebiet auf Neuseeland begrenzt ist. Der Begriff »Mohoua« (auch Mohua, Mohuahua oder Momohua) bedeutet in der Sprache der Māori »Gelbkopf«, da der Gattungsname ursprünglich für das Gelbköpfchen eingeführt wurde. Dies ist die Art, die von der IUCN als gefährdet (endangered) eingestuft wird. Hauptursache für seinen Bestandsrückgang ist das Verschwinden von Wäldern und die Einführung von Arten wie Hirsche und Possums, die die Zusammensetzung der Waldflora veränderten. Die beiden anderen Arten gelten als ungefährdet (least concern).

## Merkmale
Maorigrasmücken sind Vögel mit einem im Vergleich zur Körpergröße großen und kräftigen Kopf. Sie erreichen eine Körperlänge von 13 bis 15 Zentimeter, wobei das Braunköpfchen mit 13 Zentimetern die kleinste Art ist. Gelbköpfchen und Weißköpfchen haben eine gleiche Körpergröße, das Gelbköpfchen ist jedoch 10 bis 15 Gramm schwerer. Die Flügel sind gerundet. Alle drei Arten zeigen einen mehr oder weniger ausgeprägten Geschlechtsdimorphismus. Das Männchen ist grundsätzlich etwas größer als das Weibchen. Es gibt außerdem Unterschiede im Gefieder. Alle drei Arten sind gesellige Vögel, wobei dieses Verhaltensmerkmal außerhalb der Brutzeit ausgeprägter ist. Sie suchen grundsätzlich in kleinen Trupps nach Nahrung und sind gelegentlich auch mit anderen Vogelarten vergesellschaftet. Bei allen drei Arten wurde kooperatives Brüten beobachtet und bei zwei Arten, nämlich dem Weißköpfchen und dem Gelbköpfchen, kommt dies sogar regelmäßig vor.

## Arten
Es werden die folgenden drei Arten unterschieden:
- Weißköpfchen, Mohoua albicilla (Lesson, 1830)
- Braunköpfchen, Mohoua novaeseelandiae (Gmelin, 1789)
- Gelbköpfchen, Mohoua ochrocephala (Gmelin, 1789)

## Brutparasitismus
Die drei Mohoua-Arten sind die einzigen Wirtsvögel des Langschwanzkoels.

## Trivia
Das Gelbköpfchen ist auf der Rückseite des 100-Neuseeland-Dollar-Scheines abgebildet.

## Einzelbelege
1. ↑  Frank Gill, David Donsker: IOC World Bird List v 3.5 (Online)
2. ↑  Zachary Aidala et al.: Phylogenetic relationships of the genus Mohoua, endemic hosts of New Zealand’s obligate brood parasitic Long-tailed Cuckoo (Eudynamys taitensis). In: Journal of Ornithology. 154.4, 2013, S. 1127–1133. (Online)
3. ↑  Higgins (Hrsg.): Handbook of Australian, New Zealand & Antarctic Birds. Band 6, S. 1021.
4. ↑  James A. Jobling, S. 258.
5. ↑  Handbook of the Birds of the World zum Gelbköpfchen aufgerufen am 5. Juni 2017.
6. ↑  Higgins (Hrsg.): Handbook of Australian, New Zealand & Antarctic Birds. Band 2, S. 1033.
7. ↑  Higgins (Hrsg.): Handbook of Australian, New Zealand & Antarctic Birds. Band 6, S. 1041.
8. ↑  Higgins (Hrsg.): Handbook of Australian, New Zealand & Antarctic Birds. Band 6, S. 1032.
9. ↑  Barrie Heather and Hugh Robertson, The Field Guide to the Birds of New Zealand (revised edition), Viking, 2005.
10. ↑  Higgins (Hrsg.): Handbook of Australian, New Zealand & Antarctic Birds. Band 6, S. 1022.